# Teerns
Teerns (Fries: Tearns) is een dorp annex gehucht in de gemeente Leeuwarden, in de Nederlandse provincie Friesland. Teerns ligt vlak ten zuiden van de stad Leeuwarden in de wijk Hempens/Teerns & Zuiderburen. Teerns vormt samen met Hempens een tweelingdorp, bekend onder de naam "Hempens-Teerns". In 2023 had het tweelingdorp 295 inwoners. Teerns is het kleinste dorp van de twee. De twee dorpen worden van elkaar gescheiden door de Nauwe Greuns.
Ten zuidwesten van Teerns liggen de Teernserwielen.

## Geschiedenis
Teerns behoorde aanvankelijk bij Goutum. Nadat de plaats een kerk kreeg groeide Teerns en werd een zelfstandig dorp. 
In 1397 was de schrijfwijze van de plaats Terynse, in 1415 Terense, in 1422 Tyrnse, in 1427 Thernze en vanaf 1505 Teerns. De schrijfwijzen uit 1422 en 1427 duiden mogelijk op het verderop gelegen dorp Tirns, in plaats van Teerns. De plaatsnaam is mogelijk afgeleid van de persoon There.
In de tweede helft van 18e eeuw is de kerk afgebroken. In de plaats ervan werd een klokkenstoel neergezet maar deze werd in 1872 afgebroken en het kerkhof werd daarna, na de oostelijke verschuiving van het dorp afgegraven. Het dorpsgebied werd in het tweede helft van de twintigste eeuw gehalveerd door de groei van de stad Leeuwarden.

## Cultuur en sport
De twee dorpen hebben een gezamenlijk dorpshuis waarin onder meer een toneelvereniging zit en wat kleine sportverenigingen zoals de biljartclub. Tezamen hebben de dorpen een maandelijkse dorpskrant.

## Onderwijs
Teerns heeft geen eigen basisschool.